# Canal d’Oraison
Der Canal d’Oraison ist ein künstlicher Wasserlauf im Tal der Durance in Frankreich, der das Wasser mehrerer natürlicher Flussläufe zu einer Reihe von Wasserkraftwerken der Electricité de France bei Oraison führt.
Das bedeutende Gefälle der Flüsse im Tal der Durance wird in einer langen Reihe von Kraftwerken zur Stromerzeugung genutzt. Wichtige Zentralen liegen bei Sisteron, Oraison und Cadarache. Die Hauptanlagen sind das Kraftwerk Sainte-Tulle und das Kraftwerk Le Largue.
Der von 1959 bis 1962 gebaute Canal d’Oraison bildet den mittleren Teil dieses hydroelektrischen Systems. 
Er beginnt bei der Barrage de l’Escale (44° 5′ 8″ N, 6° 0′ 51″ O) und wird mit mehreren großen Kanalbrücken über die Flüsse Bléone und Durance geführt.